# Манхэттен-Бич (Бруклин)
Манхэттен-Бич — жилой район в Бруклине, одном из боро Нью-Йорка. Он ограничен Атлантическим океаном на юге и востоке, на севере граничит с Шипсхед-Бей, и Брайтон-Бич на западе. Традиционно известен как район проживания итальянцев и евреев-ашкеназов, также там проживает множество евреев-сефардов. В последние годы возросло число выходцев из стран бывшего СССР, преимущественно евреев. Названия улиц были позаимствованы из Англии. Улицы расположены в алфавитном порядке от A до P (Amherst, Beaumont, Coleridge, Dover, Exeter, Falmouth и т. д.).
Сам район был назван по имени пляжа, расположенного на восточной оконечности Кони-Айленда. Застройка района началась в последней четверти XIX века. Предполагалось, что район будет построен как курортная зона. Руководил застройкой Остин Корбин, впоследствии президент железной дороги Лонг-Айленда. В его честь была названа улица (Корбин-Плейс). Охрану правопорядка на Манхэттен-Бич осуществляют работники 61-го Участка департамента полиции города Нью-Йорка.
Помимо нескольких синагог, на Манхэттен-Бич расположена церковь Святой Маргариты Марии, основанная в 1920 году. Церковь названа в честь Святой Маргариты Марии Алакок.
Здание самой церкви очень скромное, как по размеру, так и по архитектуре, но с прилегающей территорией храм занимает большую часть квартала.
Манхэттен-Бич является дорогим районом. Здесь много красивых и дорогих домов. Магазинов практически нет.

## Образование
Кингсборо Комьюнити Колледж занимает фактически всю восточную часть Манхэттен-Бич. Кроме помещений собственно колледжа, там находятся несколько школ с продвинутым изучением ряда предметов. Имеется Еврейская дневная школа, а также школа со специальной раввинской программой.
Департамент образования города Нью-Йорк:
- PS 195 Manhattan Beach School

Поблизости находится несколько школ, в числе которых:
- Школа Рэйчел Карсон
- Школа Джона Дьюи
- Школа Уильяма Е. Грэйди
- Школа Шипсхедбэя
- Школа Авраама Линкольна
- Школа Леона М. Гольдштейна